# Meng Hongwei
Meng Hongwei (chiń. 孟宏伟; pinyin Mèng Hóngweǐ; ur. 1953 r. w Harbinie) – chiński polityk, oficer policji, w latach 2016–2018 prezydent Interpolu.

## Życiorys
Urodzony w 1953 r. w Harbinie. W formacjach policyjnych służył od 1972 r., a trzy lata później został członkiem Komunistycznej Partii Chin. Absolwent wydziału prawa Uniwersytetu Pekińskiego, a na Uniwersytecie Centralno-Południowym uzyskał magisterium. W trakcie swojej kariery pełnił m.in. funkcje dyrektora generalnego departamentu kontroli ruchu drogowego, wiceprzewodniczącego Narodowej Komisji Kontroli Narkotyków, dyrektora Narodowego Biura Antyterrorystycznego i asystenta ministra. Od 2004 r. do 2013 r. wiceminister bezpieczeństwa publicznego ChRL, dyrektor chińskiego krajowego biura Interpolu oraz wicedyrektor milicji ludowej. W latach 2013–2017 kierował strażą przybrzeżną jako zastępca dyrektora administracji morskiej.
Na 85. sesji zgromadzenia ogólnego Interpolu w listopadzie 2016 r. został wybrany na prezydenta Interpolu na kadencję 2016–2020. Był pierwszym Chińczykiem wybranym na to stanowisko, a jego nominacja spotkała się z krytyką organizacji broniących praw człowieka. 25 września 2018 r., po tym jak wyjechał w podróż do Chin, po raz ostatni kontaktował się z mieszkającą z dziećmi w Lyonie żoną. Kilka dni później zgłosiła jego zaginięcie, podejrzewano, że prawdopodobnie został zatrzymany zaraz po przylocie do Chin. Władze francuskie wszczęły 7 października śledztwo w sprawie jego zaginięcia, jednak już następnego dnia Meng nadesłał z Chin prośbę o dymisję. Chińskie władze przyznały, że został objęty śledztwem Narodowej Komisji Nadzoru, która bada oskarżenia o korupcję i nielojalność ludzi z aparatu władzy.